# Conchobar

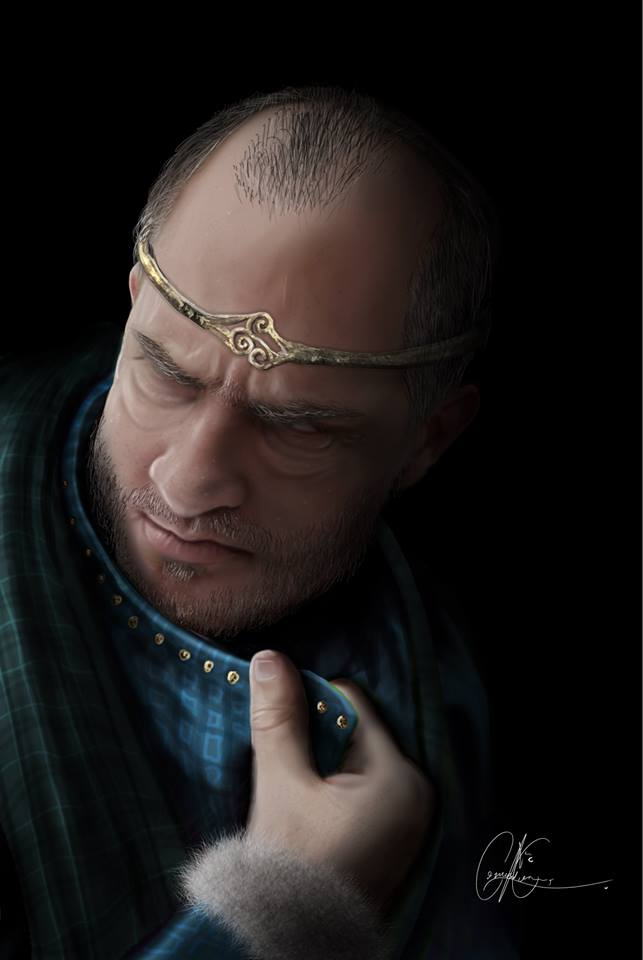
Conchobar, ilustrado por Cormac McCann

Conchobar mac Nessa, hijo de la reina Ness en la mitología celta irlandesa, es el prototipo de la realeza celta, que trabajó para la redistribución de la riqueza, la prosperidad y el equilibrio de su pueblo. Con numerosas guerras, se opuso a otros reinos de Irlanda. La capital de su reino era Emain Macha.

## Biografía
Hijo del druida Cathbad y de la reina Ness, llegó a ser rey de Úlster gracias a una estratagema de su madre: tras casarse con el rey Fergus mac Róich, la reina Ness le pidió el trono para su hijo durante sólo un año. Fergus consintió, pero al finalizar el año, los habitantes de Úlster rehusaron el retorno de Fergus, y Conchobar asumió su papel de rey.
Se casó con cuatro hijas de Eochaid Feidlech: Muma, Aitenchaithrech ethnè, Clothra y Medb. Durante un viaje al otro mundo (el Sidh), con su hermana Dectera que le hacía de auriga, concibió a Cúchulainn. Tras la muerte de su esposa posterior, Deirdre, decide unirse a Luaine, que cae víctima de una maldición mortal del druida Aithirne Ailgesach.
Conchobar tenía tres residencias en Emain Macha: Cróeb Ruad, donde estaba el trono del rey; Cróeb Derg, donde se guardaban los trofeos de las batallas; y Téte Brecc, donde se almacenaban las armas de los guerreros.

### Muerte
Conchobar fue asesinado como resultado de una herida infligida por el guerrero Cet mac Máach de Connacht. Cet mac Máach había robado uno de los trofeos de la Batalla del Úlster —el cerebro petrificado de Mesgegra, el rey de Leinster— y lo lanzó con su honda, alcanzando a Conchobar en la frente; se cree que este hecho tuvo lugar en Horseleap, una localidad situada en el condado de Offaly. Los médicos no lograron extraer el cerebro petrificado; cosieron la herida y dijeron al rey que podría sobrevivir, siempre que no se emocionara y evitara grandes esfuerzos. Siete años pasaron de manera razonablemente pacífica, hasta que, al suceder un eclipse y ser informado por su druida que era a causa de la muerte de Cristo, Conchobar se emocionó tanto, que su cerebro estalló en su cabeza, y murió. La sangre de la herida le bautizó como cristiano y su alma se fue al Cielo. Bien que el relato de su muerte ha sido cristianizado, tiene fuertes similitudes con el mito escandinavo de Thor y su lucha contra Hrungnir, lo que sugiere o bien un origen común de los dos episodios o un préstamo posterior de la época de los nórdico-gaélicos en Irlanda.